# Mr. Logan, U.S.A.
Mr. Logan, U.S.A. er en amerikansk stumfilm fra 1918 af Lynn F. Reynolds.

## Medvirkende
- Tom Mix - Jim Logan
- Kathleen O'Connor - Suzanne Morton
- Dick La Reno - Billy Morton
- Charles Le Moyne - Jim Crosby
- Jack Dill - Olsen